# Front atmosferic
În meteorologie, frontul atmosferic (sau frontul de aer) este o zonă de contact între două mase de aer, deosebite ca proprietăți fizice.
Interacțiunea acestora determină schimbări rapide ale elementelor meteorologice: precipitații, variații de temperatură, succesiuni de sisteme noroase, variații de presiune.
În funcție de modul de apariție și de manifestare, fronturile atmosferice sunt de mai multe tipuri:
- frontul cald: se formează când o masă de aer mai cald înaintează prin alunecare peste o masă de aer mai rece;
- frontul rece: apare când o masă de aer mai rece pătrunde pe sub masa de aer mai cald și poate fi de două feluri: de ordinul I (anafront) sau de ordinul II (catafront);
- frontul oclus: front complex rezultat din contopirea fronturilor rece și cald într-un proces de ocluziune a unei depresiuni; se deosebesc:
  - fronturi ocluse cu caracter cald, când aerul din spatele frontului rece este mai cald decât cel din fața frontului cald;
  - fronturi ocluse cu caracter rece, când aerul din spatele frontului rece este mai rece decât cel din fața frontului cald.
- frontul arctic: separă masa de aer arctic de masa de aer temperat de la latitudinile mijlocii din Emisfera nordică;
- frontul antarctic: separă masa de aer antarctic de masa de aer temperat de la latitudinile mijlocii din Emisfera sudică;
- frontul polar (temperat): separă masa de aer temperat de la latitudinile medii de masa de aer tropical;
- frontul tropical: separă masa de aer tropical de masa de aer ecuatorial.

Acest articol conține text din Dicționarul enciclopedic român (1962-1966), aflat acum în domeniul public.